# Die schwarze Narzisse
Die schwarze Narzisse (Originaltitel: Black Narcissus) ist ein britisches Filmdrama von Michael Powell und Emeric Pressburger aus dem Jahr 1947. Als literarische Vorlage diente der Roman Schwarzer Narziß (1939) der britischen Schriftstellerin Rumer Godden.

## Handlung
Von einer in Kalkutta tätigen anglikanischen Ordensgemeinschaft wird die junge Ordensschwester Clodagh beauftragt, mit einem kleinen Konvent in Mopu, einem abgelegenen Dorf im Himalaya, eine Neugründung vorzunehmen, die eine Schule führen und die medizinische Versorgung der Bevölkerung übernehmen soll. Schwester Clodagh hat noch keine Erfahrung mit der Leitung einer Gemeinschaft, ist aber entschlossen, ihrer Aufgabe gerecht zu werden. Im Dorf angekommen, wird den Nonnen von einem indischen General ein ehemaliger Palast in einer Höhe von 9000 Fuß als Wohn- und Arbeitsstätte zur Verfügung gestellt. Dort lebten einst die Konkubinen eines früheren Herrschers, was sich noch immer in der mystischen und erotischen Atmosphäre des Palastes widerspiegelt.
Der britische Verwalter des Orts, Mr. Dean, ist dem Vorhaben der Nonnen gegenüber sehr skeptisch. Er ist überzeugt, dass die Frauen noch vor dem Einsetzen der Regenzeit wieder nach Kalkutta zurückkehren werden. Um sie loszuwerden, bringt er das verwaiste Mädchen Kanchi zu ihnen, das als Tunichtgut von ihrem Onkel verstoßen wurde. Im Kloster soll Kanchi eine Ausbildung erhalten und von den Schwestern beaufsichtigt werden, bis sie heiratet. Als der Neffe des Generals in Mopu eintrifft, um bei den Schwestern Privatunterricht zu erhalten, kann man ihn seines Onkels wegen nicht zurückweisen. Die immer rasch zum Spott bereite Schwester Ruth vergleicht ihn um der Pracht seiner Erscheinung willen mit einem schwarzen Narziss. Mit der Zeit lässt sich der junge General von Kanchi verführen.
Das Klima und die Höhenlage setzen den Nonnen schwer zu, sowohl physisch als auch psychisch. Schwester Philippa, die für den Garten zuständig ist, erinnert sich immer öfter an ihr Leben vor dem Klostereintritt, was sie an ihrer Aufgabe zweifeln lässt. Auch Schwester Clodagh wird nostalgisch und erinnert sich an einen Mann, in den sie einst verliebt war. Als sie sich Mr. Dean anvertraut, gibt er ihr den Rat, Mopu mit der Gemeinschaft sofort zu verlassen. Schwester Philippa bittet schließlich die Oberin, sie nach Kalkutta zurückzusenden. Diese willigt ein und will auch Schwester Ruth zurückschicken, die sich jedoch entrüstet dagegen sträubt.
Als ein Kind stirbt, dem auch die Schwestern nicht helfen können, wollen die Dorfbewohner nicht mehr zur Schule und Krankenstation kommen, da sie die Schwestern für den Tod des Kindes verantwortlich machen. Der junge General hat sich derweil mit Kanchi aus dem Kloster davongemacht. Die psychisch labile Schwester Ruth ist wiederum derart in Dean vernarrt, dass sie ihre Gelübde nicht erneuert und eines Nachts geschminkt und in einem Abendkleid zu ihm ins Dorf schleicht. Als er sie zurückweist, gerät sie außer sich. In ihrem Wahn ist sie überzeugt, dass Dean in Schwester Clodagh verliebt ist und sie deshalb zurückgewiesen hat. Aus Eifersucht lauert sie ihrer vermeintlichen Rivalin auf und will sie am Felsrand vom Glockenturm des Klosters stürzen, verliert dabei aber selbst das Gleichgewicht und fällt in die Tiefe. Da Schwester Clodagh und die übrigen Nonnen ihre Mission als gescheitert betrachten, beschließen sie, nach Kalkutta zurückzukehren. Als sie sich auf den Weg machen, verabschiedet sich Dean von Schwester Clodagh, die ihn bittet, das Grab Schwester Ruths zu versorgen. Daraufhin setzt der erste Regen ein.

## Hintergrund
Der Film basiert auf dem Roman Schwarzer Narziß (Black Narcissus, 1939) von Rumer Godden, die als Engländerin lange Zeit in Indien lebte und der mit diesem Buch der Durchbruch als Schriftstellerin gelang. Michael Powell und Emeric Pressburger, das Erfolgsduo der britischen Filmindustrie und Gründer der Produktionsgesellschaft The Archers, erwarben die Filmrechte und übernahmen neben der Produktion auch Regie und Drehbuch. Obwohl der Film in Indien spielt, wurde keine einzige Szene an Originalschauplätzen gedreht. Die Szenen im Himalaya entstanden in Londons Pinewood Studios. Als Hintergrund nutzte man Schwarzweißfotografien, die von den Szenenbildnern von Hand koloriert wurden. Für die Großaufnahmen des Konvents kamen Miniaturmodelle zum Einsatz, während die Dschungelszenen in einem tropischen Garten in Horsham, West Sussex, inszeniert wurden. Kameramann Jack Cardiff verriet später, dass man sich bei der Beleuchtung und der Farbdramaturgie des Films von Gemälden der holländischen Maler Jan Vermeer, Rembrandt und Vincent van Gogh inspirieren ließ.
Eigentlich sollte der Film mit einer Szene enden, in der sich Schwester Clodagh gegenüber der Mutter Oberin die Schuld am Scheitern der Mission gibt. Als passendem Abschluss gab Regisseur Michael Powell letztlich der Szene mit der einsetzenden Regenzeit den Vorzug.
Die Premiere des Films fand am 24. April 1947 in London statt. Auf Drängen der Catholic Legion of Decency, einem US-amerikanischen Verband der katholischen Kirche, wurden für die Veröffentlichung in den Vereinigten Staaten Szenen aus dem Film entfernt, die in Rückblenden Schwester Clodaghs Beziehung zu einem Mann zeigen, bevor sie Ordensschwester wurde. In Deutschland kam der Film erstmals am 29. August 1948 mit einer Altersfreigabe ab 16 Jahren in die Kinos und wurde am 13. Januar 1994 wiederaufgeführt. 2007 erschien der Film mit einer Altersfreigabe ab sechs Jahren auf DVD. Zwei Jahre später wurde eine digital überarbeitete Version auf DVD veröffentlicht.
Bei einer Umfrage des British Film Institute im Jahr 1999 wurde Die schwarze Narzisse auf Platz 44 in der Liste der besten britischen Filme des 20. Jahrhunderts gewählt.

## Kritiken
The Monthly Film Bulletin bemerkte seinerzeit, dass „das Motiv der frustrierten Weiblichkeit in einer zumeist pseudo-religiösen Atmosphäre unangenehm sein“ könne, „der Glanz“ und „die unbestreitbare Eleganz der Aufmachung“ den Film jedoch „als bedeutende Produktion“ kennzeichnen würden. Kamera und Farbe seien „großartig“ miteinander kombiniert worden. Bei den Nahaufnahmen verleihe „der geniale Schnitt“ den krisenhaften Momenten der Schwestern „ungewöhnliche Intensität“. Variety zufolge gelinge es der Produktion und ihrer Optik, „so manche Schwachstelle der Handlung auszugleichen“. Jack Cardiffs Kameraarbeit sei dabei „herausragend“. Die Besetzung sei „gut ausgewählt“ worden, wobei Deborah Kerr „nur vereinzelt Gelegenheit [erhält], ihr Talent zu zeigen“.
Hal Erickson vom All Movie Guide befand rückblickend, dass die dramatische Handlung im Laufe der Jahre zwar an Reiz verloren habe, aber „die individuellen Darstellungen, die Produktionswerte und besonders die Oscar-prämierte Kameraarbeit in Technicolor von Jack Cardiff noch genauso beeindruckend wie damals“ seien. Das Lexikon des internationalen Films bezeichnete Die schwarze Narzisse als „packendes Melodram in exotischer Umgebung, das sich ganz und gar dem Kino verschrieben hat und den religiösen Hintergrund nur als Staffage nutzt“. Herausgekommen sei ein „Musterbeispiel für eine effektvolle Farbdramaturgie“.

## Auszeichnungen
Bei der Oscarverleihung 1948 erhielt der Film zwei Oscars in den Kategorien Beste Kamera/Farbfilm (Jack Cardiff) und Bestes Szenenbild/Farbfilm (Alfred Junge). Cardiff gewann für seine Kameraarbeit zudem einen Golden Globe. Deborah Kerr wurde in der Kategorie Beste Hauptdarstellerin mit dem New York Film Critics Circle Award ausgezeichnet.

## Deutsche Fassung
Die deutsche Synchronfassung entstand 1949 im Eagle-Lion Synchron Atelier in Hamburg. Für das Dialogbuch und die Synchronregie war C. W. Burg zuständig. Der Spitzname einer Schwester, „Sister Honey“, wurde dabei in „Schwester Goldig“ geändert, um die allseitige Beliebtheit der Figur auch in der deutschen Fassung namentlich wiederzugeben.
| Rolle              | Darsteller       | Synchronsprecher  |
| ------------------ | ---------------- | ----------------- |
| Schwester Clodagh  | Deborah Kerr     | Gerda Maria Terno |
| Schwester Philippa | Flora Robson     | Annemarie Holtz   |
| Mr. Dean           | David Farrar     | Paul Klinger      |
| Kanchi             | Jean Simmons     | Lilo Müller       |
| junger General     | Sabu             | Klaus Kinski      |
| alter General      | Esmond Knight    | Theo Paul Münch   |
| Schwester Ruth     | Kathleen Byron   | Ursula Traun      |
| Schwester Goldig   | Jenny Laird      | Lia L’Arronge     |
| Schwester Briony   | Judith Furse     | Grete Volkmar     |
| Angu Ayah          | May Hallatt      | Gertrud Spalke    |
| Joseph Antony      | Eddie Whaley Jr. | Adalbert Brandt   |
| Mutter Oberin      | Nancy Roberts    | Eva Klein-Donath  |